# 503 a. C.
El año 503 a. C. fue un año del calendario romano prejuliano. En el Imperio Romano, fue conocido como el año 251 Ab Urbe condita.

## Acontecimientos
- Lucha de los romanos contra los auruncos, tribu osca, por la posesión de Pomecia.
- Muere Publio Valerio Publícola, uno de los cuatro aristócratas romanos que condujeron el derrocamiento de la monarquía.

## Fallecimientos
- Publio Valerio Publícola

- Datos: Q240848